# Parti communiste du Kampuchéa
Pour les articles homonymes, voir Parti communiste.
Cet article concerne Le Parti révolutionnaire du peuple khmer d'origine, devenu ensuite le parti des Khmers rouges. Pour le parti homonyme au pouvoir sous la République populaire du Kampuchéa, voir Parti du peuple cambodgien.

Drapeau du Parti communiste du Kampuchéa.

Le Parti communiste du Kampuchéa (PCK, Parti communiste du Cambodge), également connu sous le nom de Parti communiste khmer, est le dernier nom utilisé par un parti politique cambodgien, apparu en 1951 durant la guerre d'Indochine sous le nom de Parti révolutionnaire du peuple khmer et également appelé par la suite Parti ouvrier du Kampuchéa, avant de se renommer Parti communiste en 1966. Le parti a été divisé en factions pro-chinoise et pro-soviétique à la suite de la rupture sino-soviétique, la première étant la faction de Pol Pot et la seconde adoptant une approche plus révisionniste du marxisme.
Il était aussi désigné du nom d'Angkar padevat (« Organisation révolutionnaire »), ou simplement Angkar អង្ការ (« Organisation »). L'ensemble de ses militants et forces armées a été désigné sous le nom de Khmers rouges, sans que cette appellation et le parti soient totalement réductibles l'un à l'autre. L'« Angkar » prend le pouvoir au Cambodge en 1975, au terme de plusieurs années de guerre civile et met en place le régime du Kampuchéa démocratique, une dictature particulièrement meurtrière. En 1979, les Khmers rouges sont chassés du pouvoir par l'armée vietnamienne. Le Parti communiste du Kampuchéa est officiellement dissous en 1981, bien que les Khmers rouges poursuivent la lutte contre les Vietnamiens.

## Historique

### Lutte pour l’indépendance
En 1950, la guerre d'Indochine entre dans sa quatrième année et les différents pays de la péninsule attirent les millions de dollars de l’aide économique et militaire américaine. Washington fournira jusqu’en 1954 80 % des fonds dont les Français avaient besoin pour poursuivre les hostilités. De son côté, la Chine pourvoyait le Việt Minh en armement et formation afin d’en faire une vraie force militaire. En 1945, le Parti communiste indochinois (PCI) se dissout officiellement mais accroît ses efforts pour renforcer le recrutement et la formation de cadres au Cambodge et au Laos qui étaient censés ravitailler et fournir des refuges dans la lutte au Viêt Nam. L’aide du Việt Minh à ses alliés laotiens (Pathet Lao) et cambodgiens (Khmers Issarak) était grandement facilitée par la baisse drastique de l’assistance thaïlandaise aux autres composantes des résistances indépendantistes.
Le Việt Minh décide de créer pour chaque territoire un parti communiste chargé d'en constituer la structure politique, tout en exprimant une identité nationale spécifique. Le PCI, organisation majoritairement vietnamienne depuis sa création, cède la place en février 1951 au Parti des travailleurs du Viêt Nam. Les Laotiens attendent 1955 pour fonder un parti communiste digne de ce nom (le Parti révolutionnaire populaire lao).
Du côté du Cambodge, le 12 mars 1950, les dirigeants du PCI clandestin se réunissent pour dix jours à Hà Tiên, dans la province sud-vietnamienne de Kiên Giang, avec quarante-cinq délégués cambodgiens. Nguyen Thanh Son, délégué du Việt Minh pour les affaires étrangères, prononce un discours programme prévoyant la formation de cadres cambodgiens, et l'adaptation du communisme aux réalités cambodgiennes. Il mentionne ainsi que le pays est alors essentiellement agricole avec des implantations éparses et un mode de production autarcique centrée sur la cellule familiale. Un nombre infime d’exploitation étaient dirigées par des propriétaires chinois. En d’autres termes, les conditions préalables à une révolution prolétarienne, à savoir l’existence d’une classe de possédants oppresseurs, d’une bourgeoisie et le manque de terre étaient loin d’être réunies. Il notait toutefois que la classe paysanne résidant loin des villes et des voies d’eau était la plus nombreuse et vivait dans les conditions les plus misérables de la région. Ils pouvaient ainsi constituer la principale force d’une future révolution khmère, mais restaient pour le moment à éveiller aux doctrines communistes. Son regrettait que les cadres de la composante khmère du PCI n’étaient pas issus de la paysannerie mais que cette direction soit essentiellement constituée de personnes d’origine vietnamienne et qu’elle ait peu d’emprise sur la population khmère. Son préconisait donc de débuter en initiant aux techniques révolutionnaires les élites naissantes, proches du parti démocrate, mais recommandait d’instruire sans tarder l’ensemble de la classe paysanne, mettant en garde contre le danger d’avoir un nombre restreint d’intellectuels commandant la frange la plus pauvre de la population contre le reste de leurs compatriotes, discours prémonitoire annonçant avant l’heure le désastre dans lequel le pays serait plongé 25 ans plus tard.
D’autre part, Son et son « Comité de travail pan-cambodgien », passent une partie de l'été 1951 à rédiger les statuts d'un parti, finalement promulgués le 5 août. Le Parti révolutionnaire du peuple khmer (PRPK, également traduit par Parti révolutionnaire du peuple du Kampuchea), dont l'existence demeure clandestine, constitue désormais l'organe dirigeant du Front uni Issarak (en), l'organisation des Khmers issarak communistes ; Son Ngoc Minh, chef du gouvernement provisoire, en prend la présidence ; les autres membres fondateurs sont Tou Samouth, Sieu Heng, Tuk Nhung et So Phim. Nuon Chea, cousin de Sieu Heng, est nommé au comité central en septembre 1951. La plupart des cadres du parti communiste cambodgien ont, durant les trois années précédentes, suivi auprès des Vietnamiens des cours de formation au marxisme-léninisme, au matérialisme dialectique et aux principes de la guérilla. Les premiers statuts du parti ne font néanmoins pas référence au marxisme, mais plutôt au socialisme, et le mouvement se pose en « avant-garde de la nation » plutôt qu'en avant-garde de la classe ouvrière. Les décisions demeurent contrôlées à tous les niveaux par les communistes vietnamiens qui composent une partie non négligeable des effectifs. Ainsi, dans la cellule de Phnom Penh de 1952, 27 des 34 membres sont vietnamiens, 3 sont Chinois et seuls 4 sont Cambodgiens.
Au cours de la guerre d'Indochine, le gouvernement des Khmers issarak communistes étend son contrôle sur une partie du territoire du protectorat français du Cambodge. En trois ans, le parti attire plus de mille adhérents, principalement chez les paysans et les bonzes. Malgré ces menées des communistes cambodgiens, c'est finalement le roi Norodom Sihanouk qui parvient, en novembre 1953, à obtenir l'indépendance du pays. Lors de la conférence qui mène en 1954 aux accords de Genève, les Khmers issarak n'obtiennent pas de siéger ni, au contraire du Pathet Lao, de figurer comme signataires. Les choix qui s’offrent alors à eux restent limités. Soit ils décident de collaborer au régime de Norodom Sihanouk dont peu avant ils dénonçaient encore le caractère féodal ; soit ils essayent de faire triompher leurs idées malgré la popularité du roi par la voie électorale ; soit ils continuent la lutte clandestinement ; enfin, ils pouvaient choisir de se retirer au Nord Viêt Nam. Tous ces choix constituaient des trahisons par rapport à la lutte qu’ils avaient entreprise depuis des années et allait retarder ce qu’ils estimaient être la libération de leur pays. Sous les conseils de leurs alliés du Việt Minh, ils décidèrent que la plupart rejoindraient Hanoï alors que quelques-uns d’entre eux resteraient clandestinement au Cambodge et d’autres organiseraient un parti qui sera le Pracheachon (littéralement Groupe du peuple), afin de participer aux élections de 1955 prévues par les accords de Genève.

### Recomposition

#### Activités du parti après l’indépendance
En octobre, les « conseillers » vietnamiens du Parti révolutionnaire du peuple khmer quittent le Cambodge, suivi par 600 militants khmers et autant de combattants. Si certains dignitaires du parti, tels Pen Sovan, Rath Samoeun ou Son Ngoc Minh, restent de nombreuses années au Nord Viêt Nam, d’autres comme So Phim, Nuon Chea ou Sieu Heng reviennent rapidement. Au Cambodge, Tou Samouth est le seul dirigeant présent du nouveau comité central mis en place en été et en attendant que Sieu Heng, le nouveau secrétaire général, ne revienne des maquis sud-vietnamiens en 1956. Tou Samouth étant responsable des zones urbaines, les activités du parti se concentrent désormais essentiellement dans les villes.
Sur instruction des Vietnamiens, les actions légales, semi-légales, et clandestines se multiplient. Saloth Sâr (futur Pol Pot) aurait été chargé, par Tou Samouth, d'infiltrer le Parti démocrate alors que Keo Meas doit mettre sur pied le Pracheachon qui est officiellement favorable à la monarchie mais sert de vitrine légale au Parti révolutionnaire du peuple khmer clandestin. Comme prévu, le Pracheachon se présente à la campagne des élections législatives de 1955 mais, victime notamment et ainsi que les autres partis de manœuvres d'intimidation des partisans de Norodom Sihanouk, doit laisser l’ensemble des sièges au Sangkum Reastr Niyum, le mouvement nouvellement créé par le monarque et qui va dominer le système politique du Royaume du Cambodge indépendant pendant les quinze années qui vont suivre. Le Pracheachon est alors clairement identifié comme le parti communiste du Cambodge, que Sihanouk commence à l'époque à désigner du nom de Khmers rouges (par opposition aux Khmers roses du Parti démocrate) mais personne ne semble alors avoir soupçonné l'existence d'une autre organisation contrôlant le parti de l'intérieur. Si Sieu Heng, basé dans une zone montagneuse, demeure secrétaire général du parti, l'activité essentiellement urbaine des communistes cambodgiens est sous la responsabilité de Tou Samouth. Le PRPK marque le pas et, en 1957, ses effectifs ont diminué de moitié par rapport à la fin de la guerre d'Indochine. Quand Ieng Sary retourne à Phnom Penh en janvier 1957, laissant Khieu Samphân diriger le Cercle marxiste des étudiants Cambodgiens à Paris, le mouvement communiste khmer lui paraît moribond. Les protecteurs vietnamiens du parti, basés au Sud Viêt Nam, sont de leur côté en butte à la répression du régime de Ngô Đình Diệm et doivent pour un temps se réfugier eux-mêmes à Phnom Penh, ce qui les rapproche de leurs alliés cambodgiens mais les met hors d'état d'aider ces derniers.
C'est aussi à cette époque que les dirigeants du PRPK commencent à utiliser entre eux, pour se référer au parti, le terme Angkar padevat (« Organisation révolutionnaire ») ou simplement Angkar អង្ការ (« Organisation »).Toujours à la même époque, Tou Samouth, Saloth Sâr et Nuon Chea entament la rédaction d'un nouveau programme politique, et de nouveaux statuts pour le parti, qu'ils conçoivent comme allié, et non plus subordonné, des communistes vietnamiens, et dont ils souhaitent affirmer l'identité marxiste-léniniste.
Les élections de 1958, quant à elles, se déroulent dans un contexte de violence accrue, et quatre des cinq candidats du Pracheachon sont amenés à se retirer à force d'intimidation. Les travaux au sein du parti sont encore retardés par le contexte politique agité du Cambodge, où les relations avec les États-Unis se tendent.
La position des communistes cambodgiens est alors relativement délicate. Contrairement aux accusations que leurs homologues vietnamiens pouvaient formuler à l’encontre de Diệm, ils leur étaient difficiles de soutenir que Norodom Sihanouk était maintenu au pouvoir par la volonté des États-Unis. Au contraire, le prince était crédité par la plupart de ses concitoyens d’avoir arraché seul l’indépendance du Cambodge, et, depuis 1955, avait mené une politique de gauche en matière d’affaires étrangères agrémenté de quelques discours antiaméricains. Il avait habilement attiré des aides au développement des pays du bloc communiste et avait choisi parmi les membres du Sangkum, des responsables marqués à gauche qui occuperont même des postes de ministres. Localement, Sihanouk offrait au Pracheachon de fonctionner comme une formation politique classique – un privilège que le parti pouvait difficilement refuser – ce qui permettait de l’exposer aux attaques virulentes, de soumettre les dirigeants à une surveillance policière serrée et de recourir au besoin à la terreur s’ils devenaient trop vindicatifs. Également, la paysannerie posait un autre problème à ce qui était encore le PRPK. L’indépendance acquise, ces hommes et ses femmes étaient réticents à s’impliquer dans une révolte. Leur morale bouddhiste, leur conservatisme et leur autonomie, ajoutées au fait que la plupart étaient propriétaires de la terre qu’ils cultivaient, ne les rendaient pas réceptifs à la propagande communiste.

#### Émergence d’une section urbaine
De son côté, le Pracheachon a du mal à attirer les élites et les étudiants mécontents de Sihanouk ou à rallier les partisans des anciens partis d’opposition dissous, tels le parti démocrate. Les radicaux qui œuvraient dans l’ombre, quant à eux, ont des difficultés à agir en l’absence d’une réelle instabilité ou d’une insatisfaction plus importante. En attendant de tels évènements, ils entament, pour la plupart, des carrières d’enseignants, ce qui leur permet d'influencer des pans de la jeunesse cambodgienne et persuader certains jeunes de les rejoindre dans leur lutte. Beaucoup de ceux qui présideront aux destinées du Kampuchéa démocratique rejoignent des institutions privées dont les deux plus importantes sont les lycées Kambujaboth et Chamroeun Vichea.
Kambujaboth, littéralement « enfants du Cambodge », tire son nom du pseudonyme qu’utilisa en 1946-1947 le prince Sisowath Youtevong dans un journal proche de l’ancien parti démocrate. L’école fut fondée par des militants de cette formation en juin 1952, après que Sihanouk les ait évincés du pouvoir. Elle était également surnommée à ses débuts « école Thom Ouk », du nom d’un ancien politicien qui était également un de ses principaux bailleurs de fonds, mais à partir de la fin des années 1950, on lui substitua celui d’« école Hou Yuon » en l’honneur de son enseignant le plus actif. À cette époque, l’établissement avait acquis la réputation d’accueillir des éléments communistes radicaux. En 1956, lors de sa visite à Phnom Penh, ce fut la seule école que visita Zhou Enlai.
Chamroeun Vichea, bien qu’initialement financé par le Prince Norodom Chantarainsey et Lon Nol, accueille aussi des responsables clandestins du parti. Saloth Sâr y enseigne de 1956 à 1963. D’anciens élèves se rappellent d’un professeur populaire auprès de ses étudiants, dont le comportement était exemplaire et qui affectionnait les poètes romantiques français du XIXe siècle.
Les autres « refuges » de dissidents sont l’École Normale où Son Sen est directeur des études ou le lycée Sisowath où enseignent les sœurs Khieu Ponnary et Khieu Thirith, qui ont alors la réputation d’être rigoureuses mais appréciées de leurs élèves.
Au Cambodge, le professeur (ក្រូ Krou en khmer, dérivé du sanskrit गुरु gourou) tient depuis toujours une place importante. Avant les années 1950, l’enseignement de la lecture était dispensé aux garçons par des moines bouddhistes. Ces personnes, outre leurs fonctions religieuses et enseignantes participaient également aux différentes cérémonies qui rythment l’existence des sujets du royaume khmer. Certains communistes historiques des années 1940 comme Son Ngoc Minh ou Tou Samouth venaient de ce milieu. Après l’indépendance, les liens qui unissaient ces professeurs à leurs élèves influencèrent souvent les orientations politiques de ces derniers. Le rôle des enseignants de Kambujaboth et Chamroeun Vichea semble avoir été décisif dans la montée du radicalisme au Cambodge. Lorsqu’à la fin des années 1960 des maquis se formèrent un peu partout dans le pays, les premiers à les rejoindre étaient fréquemment des professeurs et leurs étudiants. Le cas du cadre du PCK qui avoua en 1980 à Stephen Eder qu’il avait rejoint la forêt en 1968 influencé par ses maîtres qui dans leur cours mettaient en exergue la souffrance des plus pauvres et l’aisance des classes dirigeantes ne semble pas isolé.
Durant l’âge d’or du régime de Sihanouk, les enseignants radicaux se devaient de n’afficher leurs opinions politiques qu’avec beaucoup de précaution, même si leurs attaques contre les États-Unis et la corruption ne faisaient que répéter celles du prince. À partir de la fin des années 1950, des réunions étaient organisées après les cours où ces professeurs devisaient sur l’impérialisme, l’instruction civique et le nationalisme. Ces groupes de discussion furent les embryons des futures cellules du Parti. Ses membres devaient de surcroit être des exemples de par leur dévouement à l’enseignement, leur intégrité et leur équité. Khieu Samphân et Khieu Ponnary, par exemple, étaient ainsi des modèles de droiture et de discipline.
Concernant le parti, il était toujours officiellement dirigé par Son Ngoc Minh depuis Hanoï, mais en fait les dirigeants étaient désunis. Sieu Heng, le secrétaire général, ralliait d’ailleurs le gouvernement en 1959 et révélait des informations sur les radicaux à Lon Nol, alors commandant des FARK et qu’il avait rencontré au début des années 1950. D’après Ros Nhim, qui avait rejoint les Khmers issarak en même temps que lui en 1946, Sieu Heng ne supportait plus la clandestinité et doutait qu’une révolution puisse un jour aboutir. Pol Pot se plaignit plus tard que les données transmises à Lon Nol aurait permis de démanteler plusieurs réseaux ruraux, mais Sieu Heng ne semblait pas avoir fourni d’information sur le neveu de sa femme - qui sera bientôt plus connu sous le nom de Nuon Chea — ni sur ceux qui conduisirent en 1959–1960 les affaires du parti clandestin à Phnom Penh. La principale conséquence de cette défection fut l’affaiblissement des liens entre les sections rurales du parti et leurs homologues urbains qui en profitèrent pour accroître leur influence au sein du comité central.
Même si la répression n’était pas négligeable – en octobre 1959, Nop Bophan, directeur du journal Pracheachon était par exemple assassiné devant ses bureaux, certainement par la police ; Khieu Samphân, directeur de l'hebdomadaire de gauche L'Observateur était passé à tabac en pleine rue ; en 1960, un groupe de responsables du Pracheachon était arrêté et libéré au bout d'un mois – le principal souci des radicaux venait de leur faible nombre et de leur difficulté à faire de nouveaux adeptes. La popularité de Norodom Sihanouk était alors à son comble et sa politique anti-impérialiste ne rendait pas aisé de souligner les contradictions de la société cambodgienne et du comportement du monarque. Contrairement à ce qu’affirmèrent a posteriori plusieurs responsables communistes, la perception que leur parti ne constituait pas une réelle menace pour le gouvernement semble avoir fait que ses membres étaient peu inquiétés. La répression n’atteignait pas alors le niveau de celle du Sud-Viêt Nam, où elle incitait des milliers de personnes à rejoindre les maquis. Comme le fit remarquer Pol Pot dans son livre noir en 1978, la situation au Cambodge était alors si sûre à l’époque que plusieurs dirigeants vietnamiens comme Lê Duẩn vinrent y chercher un temps refuge. En fait, à part Khieu Samphân, aucun des futurs dirigeants du Kampuchéa démocratique ne pourra se targuer d’avoir passé ne serait-ce qu’une nuit dans une prison de Sihanouk.

#### Recomposition du parti
Un important changement survint à partir de 1959. En effet, la vague de répression qui s’abattit au Sud Viêt Nam sur les membres et sympathisants du Việt Minh amena le troisième congrès national du Parti des travailleurs du Viêt Nam réuni à Hanoï à adopter un plan visant à « soutenir la libération au Sud », mais également à donner une plus grande autonomie à leurs homologues cambodgiens, tout en maintenant un contrôle, certes plus lâche qu’auparavant, sur leurs affaires. Le Parti des travailleurs du Viêt Nam souhaitait dans le même temps que soient renforcés les liens entre les gouvernements cambodgien et de la République démocratique du Viêt Nam, ainsi qu’entre les deux formations communistes. Des bases devaient être installées à l’est et au nord-est du Cambodge depuis lesquelles les forces et l’équipement du Việt Minh seraient convoyés vers le sud. Pour améliorer la viabilité du projet, il était prévu que le PRPK apporte son soutien au plan.
Deux semaines après le congrès de Hanoï, 21 radicaux cambodgiens se réunissaient secrètement, du 30 septembre au 2 octobre 1960, près de la gare de Phnom Penh. Le Parti révolutionnaire du peuple khmer devient Parti ouvrier du Kampuchéa et une nouvelle direction est élue, avec Tou Samouth comme secrétaire. Nuon Chea, Saloth Sâr et Ieng Sary occupant les postes suivants dans la hiérarchie. Son Ngoc Minh, bien qu’absent, intégrait également le comité central.
Il ne semble pas que la police de Sihanouk ait eu vent de cette réunion qui ne fut révélée pour la première fois par des documents du parti que le 30 septembre 1971, à l’occasion de la célébration de son onzième anniversaire ; toutefois, plusieurs sources confirmèrent la tenue de cette session.
Plus tard, les dirigeants du Kampuchéa démocratique soutiendront que c’était la première fois que les communistes cambodgiens prenaient eux-mêmes des décisions en dehors de la tutelle vietnamienne, mais cette affirmation est remise en cause par plusieurs universitaires tels David Chandler. Ieng Sary et Koy Thuon étaient en effet les deux seuls « intellectuels » à côtoyer Saloth Sâr au sein de ce nouveau comité, et même si plus tard Pol Pot affirmera que le 30 septembre 1960 était le « jour de la réelle naissance du Parti communiste du Kampuchéa », les décisions prises alors, de ce que l’on a pu en connaître, n’avaient pas lieu de créer des controverses. La naissance effective à laquelle faisait référence Pol Pot semble être en fait sa propre accession au comité central. En 1977, Saloth Sâr, Ieng Sary et Nuon Chea seront de fait les seuls survivants de ce comité de 1960, les autres ayant pour la plupart été « purgés ». La composition de cette administration faisait la part belle aux personnes proches de Hanoï et le futur Pol Pot devait moins sa promotion à son ressentiment à l’égard de ses voisins de l’est qu’à ses années de travail au sein du parti, au soutien de Tou Samouth et à la progression de la composante urbaine de la formation communiste. En d’autres termes, cette nouvelle direction n’aurait alors pas eu de raison particulière d’irriter les officiels du Parti des travailleurs du Viêt Nam.
S’il semble très probable que les jeunes militants qu’étaient au début de ces années 1960 Ieng Sary et Saloth Sâr devaient être agacés de devoir suivre des consignes venant de Hanoï, qui leur demandaient d’agir avec précaution alors qu’en contrepartie il était fait peu de cas de leur volonté de changer la vie des Cambodgiens, ils n’avaient d’autres choix que de suivre ces instructions. En outre, à la vue des activités du parti dans les six années qui allaient suivre, il n’aurait pas été possible d’appliquer la moindre résolution qui aurait permis de se soustraire à la tutelle vietnamienne. Cependant, en interne, le parti se scindait en plusieurs factions. Celle proche du Việt Minh et implantée dans l’est du Cambodge était dominé par So Phim alors qu’une autre, comportant les anciens étudiants de Paris, qui s'étaient connus dans les années 1950, était en pleine progression. Ces différentes composantes étaient chapeautées par Tou Samouth, également originaire de l’est.
Une vingtaine d’années plus tard, les dirigeants de la République populaire du Kampuchéa affirmèrent que cette réunion avait été convoquée car « la révolution à l’intérieur et en dehors du pays était en pleine confusion et avait besoin d’une nouvelle ligne politique ». Malgré l’antagonisme notoire entre les dirigeants cambodgiens de 1976 et ceux de 1980, l’analyse semble pertinente. Le bouleversement « à l’extérieur du pays » faisait indubitablement référence aux décisions du congrès de Hanoï de reprendre la lutte armée au Sud Viêt Nam. À « l’intérieur du pays », l’évènement majeur était la mort, le 3 avril 1960, du roi Suramarit et l’accession de Norodom Sihanouk au poste de chef de l’État. Cette nomination préludait un accroissement des mesures répressives à l’encontre de l’opposition de gauche. À la fin août, par exemple, plusieurs journaux étaient fermés à Phnom Penh et une quinzaine de personnes soupçonnées d’être communistes, dont Khieu Samphân, directeur de l’hebdomadaire l'Observateur, furent arrêtés.
Quoi qu'il en soit, il semble acquis que la réunion de 1960 déboucha sur la mise en place au Cambodge d’une structure marxiste-léniniste – avec statuts, comité central, politburo, etc.… Il s’agissait manifestement d’un progrès par rapport à 1951. Les représentants du Kampuchéa démocratique d’après 1979, quant à eux, y voyaient les débuts du communisme cambodgien.

#### Prise de pouvoir des intellectuels
À partir de 1962, la direction nationale du parti (dite également Centre) passa progressivement sous le contrôle des anciens étudiants parisiens. En juillet de cette année-là, Tou Samouth, qui vivait au sud de Phnom Penh déguisé en ouvrier agricole, est arrêté et conduit, semble-t-il, dans une maison appartenant au ministre de la défense Lon Nol. Il aurait ensuite été torturé, tué, puis enterré dans un terrain vague. Toutefois, les Américains n’eurent pas connaissance de cet évènement et Lon Nol lui-même continuait en 1969 à en parler comme s’il pensait qu’il était toujours vivant. Il est également possible, si l’on se réfère à d’autres sources qui s’appuient notamment sur les confessions d’anciens membres du Parti ouvrier du Kampuchéa, que Saloth Sâr ait été impliqué dans la mort de son supérieur. Quoi qu'il en soit, la disparition de Samouth faisait les affaires du futur Pol Pot, qui, comme il le déclarera plus tard, « assumait les fonctions de secrétaire par intérim » durant le reste de l’année 1962. Même si cela ne signifiait pas le début de la politique d’indépendance du parti telle qu’elle sera appliquée par la suite, la faction proche de Saloth Sâr prenait de l’importance et profitait également du fait que le Pracheachon avait décidé de ne pas présenter de candidat aux élections de 1962 et de prononcer sa dissolution. Cela signifiait que le Parti ouvrier du Kampuchéa se recentrait sur ses activités clandestines, voie qui n’était pas pour déplaire aux futurs dirigeants du Kampuchéa démocratique.
Vers la fin de février 1963, alors que Sihanouk était en visite en Chine, une crise étudiante éclatait à Siem Reap. Les affrontements firent plusieurs morts et blessés parmi les contestataires, alors que des manifestations de soutien étaient organisées à Phnom Penh et Battambang. Après l’accueil chaleureux qui lui avait été réservé en Chine, le monarque ne pouvait pas nommément attribuer la responsabilité des troubles au parti communiste local et décidait de porter ses coups contre Keng Vannsak, son vieil adversaire du Parti démocrate et un de ses anciens collègues, Son Sen, qui avait dû quitter l’enseignement en 1962 pour « menées antimonarchiste » et surtout alors que le dernier nommé avait déjà à ce moment-là rejoint les rangs du parti communiste clandestin, ce que semblait ignorer le chef de l’État.
Peu après ces évènements, les dirigeants urbains du Parti ouvrier du Kampuchéa, probablement rendus inquiets par la répression, se réunirent en secret ; certains documents khmers rouges des années 1970 évoquent un congrès auquel auraient participé 17 ou 18 membres et qui aurait eu lieu les 21 et 22 février 1963 (Ieng Sary a pour sa part déclaré que le congrès avait eu lieu sur une seule journée, le 8 mars). Sa principale décision fut de confirmer Saloth Sâr au poste de Secrétaire général en remplacement de Tou Samouth dont on était sans nouvelles depuis sept mois. On ne pouvait pas encore pour autant parler d’une prise de contrôle des anciens étudiants de Paris, car seuls deux des douze autres membres du comité en faisaient partie, à savoir Ieng Sary, en troisième position et Son Sen en onzième. Son Ngoc Minh, toujours au Viêt Nam était à nouveau élu et Vorn Vet (ja) y faisait son entrée.
Quelques jours plus tard, Sihanouk annonçait les noms de « 34 éléments subversifs », accusés d’association en vue de renverser le gouvernement. La liste, outre Keng Vannsak, comportait Ieng Sary, Saloth Sâr et Son Sen; en fait les trois « intellectuels » du comité central du parti mais aucun autre de ses membres. Les dossiers avaient été fournis par Lon Nol et étaient le fruit de la surveillance exercée sur les personnes soupçonnées de gauchisme, dont en premier lieu les professeurs des écoles privées et les journalistes. Des dirigeants notables tels Nuon Chea, So Phim, Ta Mok ou Vorn Vet, n’apparaissaient pas sur les listes. L’anonymat voulu par Ieng Sary et Saloth Sâr était par contre compromis, même s’il ne semble pas que les services de Sihanouk aient pris conscience de leurs véritables rôles au sein du parti clandestin.
Au printemps 1963, Ieng Sary et Saloth Sâr s’éclipsaient de Phnom Penh et se mettaient sous la protection de la guérilla vietnamienne, dans la forêt près d’Ampil, village de la province de Kompong Cham, au sud-est du Cambodge. D’après un entretien donné par Keng Vannsak à David Porter Chandler, le futur Pol Pot aurait eu en tête ce départ depuis plus d’un an, ne sachant comment gérer les manœuvres gouvernementales et se plaignant du manque de soutien que le parti recevait de ses « alliés étrangers ». Son Sen les rejoignit peu après, mais leurs femmes restèrent dans la capitale cambodgienne au moins jusqu’en 1965, sans jamais être inquiétées. À ce moment, le Parti ouvrier du Kampuchéa restait néanmoins très proche de son homologue vietnamien. Elizabeth Becker rapporte la confession d’un militant de l’époque victime des purges internes en 1978 dénommé Bu Phat, qui avouait qu’avant de prendre le maquis, Saloth Sâr l’avait envoyé auprès des rebelles du Sud-Vietnam pour aider le service de radio en langue khmère dont le présentateur était malade. Phat travaillait aussi au service de propagande vietnamienne et avec des insurgés cambodgiens des deux côtés de la frontière avant, au milieu de 1963, que le futur Pol Pot ne lui demande de venir rejoindre Angkar អង្ការ (« Organisation ») qui à cette époque était limitée à Ieng Sary, Son Sen et lui-même.
Un élément important à noter est qu’à ce moment, les communistes cambodgiens continuaient à confier leur sécurité aux Vietnamiens et que quoi qu’il arrive, ils resteront proches des bases du Việt Minh jusqu’en 1972. Il est alors difficile de trouver des prémices du sentiment antivietnamien qui animera plus tard Ieng Sary et Pol Pot. S’ils avaient eu une quelconque appréhension à leur égard, il leur aurait été facile de trouver refuge dans d’autres régions du Cambodge, par exemple au Nord-Ouest, où ils n’auraient pas été inquiétés. Chercher la protection des Vietnamiens semblait en 1963 un acte normal, mais en 1978, alors que la guerre contre le régime de Hanoï avait éclaté, l’histoire avait été réécrite et Pol Pot affirmait qu’« en 1964, les Vietnamiens s’éloignaient d’eux-mêmes du Parti communiste du Kampuchéa. Ils l’accusaient d’être trop aventureux et trop gauchiste. En fait, ils avaient peur du succès du mouvement révolutionnaire du Kampuchéa. … Ils perdirent le contrôle du mouvement révolutionnaire. » Qu’à ce moment les Vietnamiens aient effectivement ou non « perdu le contrôle » du Parti Ouvrier du Kampuchéa, les dirigeants de ce dernier suivront les conseils et resteront sous la protection des premiers nommés pendant les huit années qui vont suivre. À Phnom Penh, le conflit de Sihanouk contre la gauche cambodgienne marquait une pause. Peu après le départ d’Ieng Sary et Saloth Sâr, Hou Yuon et Khieu Samphân quittait leurs ministères. Yuon avait été révoqué pour « menées anticonstitutionnelles et antimonarchistes » alors que Samphân démissionnait une semaine après qu’une motion de censure à son égard ait échoué, a priori à la suite de l’accroissement des réticences du parlement à soutenir ses réformes économiques.
Les deux anciens ministres ne furent pas inquiétés. Ils restèrent au parlement et retournèrent enseigner ponctuellement à Kambujaboth. En fait, l’intégrité et la droiture de Khieu Samphân, qui contrastaient avec l’attitude de ses collègues de l’Assemblée et des ministères, lui avait acquis une certaine inimitié au sein des cercles dirigeants, mais aussi la sympathie des plus humbles et des milieux étudiants. Pendant ce temps, à Phnom Penh, les derniers titres de la presse de gauche furent mis sous contrôle et régulièrement fermés. Les professeurs et les étudiants étaient eux aussi surveillés. Cette répression développait animosité et crainte chez les étudiants, désarroi auprès des classes politiques et religieuses et, ajoutées à la disparition de toute possibilité de débat, elle entraina de nombreux jeunes vers le Parti Ouvrier du Kampuchéa.

#### Rupture secrète avec les Vietnamiens
Enfin, un évènement qui aura son importance se déroula à partir de 1963. Sihanouk prétextait le support apporté aux rebelles Khmers Serei de Son Ngoc Thanh par les régimes proaméricains de Saïgon et Bangkok pour rompre, au début de 1964, les relations diplomatiques avec les États-Unis et concluait un accord avec la Chine et le Nord-Viêtnam afin de faire transiter, contre avantage, l’aide aux maquis sud-vietnamiens par le port de Sihanoukville. Paradoxalement, cette situation mettait le parti ouvrier du Kampuchéa dans l’embarras. Il hésitait entre encourager la guérilla au Cambodge et attendre son heure. Les Vietnamiens, espérant tirer parti de la nouvelle conjoncture pour utiliser à leur guise le territoire cambodgien afin de reconstituer et approvisionner leurs forces, poussaient pour la seconde solution. Saloth Sâr et ses compagnons durent obtempérer, mais cela les conforta dans leur certitude d’être sacrifiés aux intérêts vietnamiens. D’autres, dont la plupart seront plus tard victimes des purges khmères rouges, préféraient collaborer plutôt que de s’aventurer dans une politique xénophobe et indépendante qui risquait de les mener à leur perte. Les cellules phnompenhoises du parti ne pouvaient quant à elles s’exprimer du fait de la répression menée par la police et l’armée. En résumé, neutralisé par Sihanouk dans les villes et par les Vietnamiens dans les campagnes, le parti traversait une grave crise existentielle.
Les communistes cambodgiens avaient par contre établi leur propre camp, séparé de celui des Viêt-Cong, depuis le début de 1964. À la fin de cette même année, ou au tout début de 1965 , le comité central établit une résolution condamnant le « révisionnisme » tendance Khrouchtchev, et affirmant le rôle de la « violence révolutionnaire » contre les « laquais » de l'impérialisme, dont Sihanouk. Le parti tire également les conséquences de son échec à s'implanter dans les milieux ouvriers cambodgiens et décrète que les usines ont été « infiltrées » par ses adversaires : les ouvriers, considérés comme des « agents ennemis », se voient dès lors interdire l'adhésion au parti, une décision inédite pour un parti communiste.
Toutefois, au début de 1964, l’importance politique du Parti Ouvrier du Kampuchéa était dérisoire. Il semblait impensable que le mouvement communiste puisse un jour retrouver le niveau qui fut le sien dans les années 1950. À part se cacher dans la forêt, il était difficile de déterminer à quelles activités se livraient ses dirigeants. En 1977, lorsque Pol Pot évoquait cette période, il affirmait que le parti avait décidé d’opter pour l’action illégale et clandestine, car « l’ennemi ne nous permettait pas de faire la révolution. » Il n’empêche que pendant cette période, dans les régions proches de la frontière vietnamienne, des milliers de cambodgiens furent recrutés par les forces du Việt Minh sans que le comité central ait son mot à dire. Un autre indice qui semble confirmer la faible influence du parti est l’absence prolongée de plusieurs de ses dirigeants, qui prendront le temps de faire un long voyage au Nord-Vietnam, et en Chine puis probablement en Corée du Nord, durant les années 1965 et 1966.
Dans ses confessions retrouvées à Tuol Sleng, Vorn Vet se rappelait pour sa part d’une réunion du comité central tenue « dans une forêt de la zone est » et « près d’un camp vietnamien » à laquelle participait Keo Meas, bien qu’il ne fût plus censé faire partie du comité depuis 1963. Quelques mois plus tard, il apprit que Saloth Sâr et Keo Meas avaient été en République démocratique du Viêt Nam en tant que responsables d’une délégation. Dans le « livre noir » du gouvernement du Kampuchéa Démocratique édité en 1978, Pol Pot admettait avoir séjourné au Viêt Nam à cette période, mais prétendant avoir conduit seul la délégation, omettait de mentionner la présence à ses côtés de Keo Meas, entretemps victime des purges internes de 1976. À la même époque, des dirigeants vietnamiens affirmait que « Pol Pot et certains de ses amis » avaient passé « quelques mois » au Viêt Nam, séjour durant lequel ils avaient notamment rencontré Hô Chi Minh à plusieurs reprises, ainsi que des cadres de la première génération communiste khmère, pour la plupart employés par l'administration nord-vietnamienne. Toujours d’après le livre noir, les dirigeants de Hanoï, conduits par Lê Duẩn, sermonnèrent leurs homologues cambodgiens. Bien qu’ils se félicitassent des « pas de géant » accomplis par le mouvement révolutionnaire dans le royaume khmer et du fait que le Parti ouvrier du Kampuchéa avait pu définir sa propre ligne politique, ils avaient peur que cela puisse mettre à mal leurs propres relations avec les dirigeants de Phnom Penh. Toujours d’après la même source, les Vietnamiens se seraient aussi inquiétés de ne plus pouvoir contrôler le parti cambodgien si celui-ci devenait trop indépendant. S’il n’y a pas de preuve d’une réelle autonomie du parti en 1965, ni des « pas de géant » faits par la révolution cambodgienne, le livre noir ne semble par contre pas se tromper quand il mentionne que les Vietnamiens craignaient d’altérer leurs liens avec Sihanouk à cause des communistes khmers. En 1978, Nguyêñ Cao Thạch, ministre des affaires étrangères de Hanoï se rappelait que Saloth Sâr avait été enjoint de limiter la lutte contre le prince au seul domaine politique et d’exclure toute action violente. Du point de vue des communistes cambodgiens, pour qui le chef de l’État restait un ennemi au même titre que les États-Unis, cela ne pouvait que générer des frustrations et conduire à s’exposer à des arrestations de masse dans leurs rangs. Les Vietnamiens, quant à eux, faisaient peu de cas de ces considérations, préférant cantonner leurs homologues khmers dans une opposition douce au prince et à apporter leur soutien aux troupes du Việt Minh. Tout cela ne fit que renforcer Sâr dans sa volonté de se débarrasser de la tutelle vietnamienne alors que les Nord-vietnamiens étaient de leur côté méfiants face au radicalisme des « Khmers rouges ».
Plusieurs autres sujets furent sûrement abordés durant le séjour. L’un d’eux concernait le devenir des Cambodgiens en formation au Viêt Nam du Nord, dont la plupart étaient là-bas depuis 1954. En décembre 1964, par exemple, deux centaines de Khmers du Sud Viêt Nam et de l’Est Cambodgien firent deux mois de marche à travers la piste Hô Chi Minh jusqu’à Hanoï pour suivre une instruction militaire et politique. L’avenir des relations entre les deux partis, dans le contexte du refroidissement entre la Chine et l’URSS a lui aussi dû être discuté, mais les documents disponibles sur le séjour de Saloth Sâr ne traitent pas de ce sujet.

#### Influence chinoise
Après son séjour à Hanoï, Saloth Sâr ira en Chine où il se serait convaincu de sa convergence de vue avec le gouvernement chinois, mais les traces de ce voyage n’apparaissent qu’à partir de 1978. Pol Pot ne fit jamais mention de cette visite ni aucun document chinois. Les sources primaires sont vietnamiennes et, avec le contexte du conflit cambodgien de l’époque, les dirigeants de Hanoï avaient tout avantage à prouver que le Premier ministre cambodgien avait adopté les doctrines maoïstes le plus tôt possible. Une des sources prétend par exemple que Sâr était resté plusieurs mois en Chine à suivre une formation politique, ce qui laisse entendre qu’il s’était alors déjà éloigné de Hanoï et rapproché de Pékin. Toutefois, même si les officiels du parti communiste chinois ont pu apporter une aide discrète au parti ouvrier du Kampuchéa, ils continuaient à estimer qu’il était primordiale de maintenir leurs alliances avec la République démocratique du Viêt Nam, le Front national de libération du Sud Viêt Nam et Sihanouk qui servaient leurs intérêts.
En septembre 1965, alors que Saloth Sâr devait être à Pékin, Lin Biao publiait un article qui insistait sur la nécessité pour les guerres de libération nationales de s’autofinancer. Pour le futur Pol Pot, cela pouvait s’apparenter à un encouragement à se soustraire à la tutelle de Hanoï alors que pour les dirigeants vietnamiens il s’agissait plutôt de l’annonce d’une baisse imminente de l’aide que la Chine leur fournissait. Toutefois, il ne s’agit que de suppositions, car aucune trace ne subsiste des activités de Saloth Sâr entre sa visite à Hanoï en 1965 et son retour dans les maquis cambodgiens, en septembre 1966, quand le comité central décidait de changer le nom du Parti ouvrier du Kampuchéa en Parti communiste du Kampuchéa (PCK). Il n’est pas possible d’établir si les Vietnamiens étaient ou non au courant de cette décision. Il se peut que ce nouveau nom ait été choisi depuis Pékin pour s’aligner sur le parti communiste chinois et tenir le changement secret du parti des travailleurs du Viêt Nam. Cette version serait en phase avec l’obsession que Sâr avait d’agir masqué. Mais il est aussi possible que cette décision ait été prise directement par Sâr sans qu’aucun pays étranger en fût informé et qu’il comptait sur ses proches collaborateurs pour garder le secret.
En septembre 1966, les élections législatives amène à la chambre une majorité écrasante de députés conservateurs, voire anticommunistes, qui choisissent leur chef de file, le général Lon Nol, comme Premier ministre.
Dans les années 1970, des documents du parti communiste du Kampuchéa tentèrent de démontrer que le parti avait prévu dès les années 1960 le déroulement des évènements qui allaient secouer le Cambodge, mais aucune preuve n’est jamais venu étayer une telle affirmation. La décision du comité central de déplacer son quartier général du bureau 100, au nord de Kampong Cham, vers les collines peu peuplées du Rotanah Kiri – un périple de plusieurs semaines de marche – semblait plus devoir à la volonté de ses dirigeants de s’isoler pour se reconstruire qu’à leur empressement ou à leur confiance quant à l’imminence d’une insurrection armée. Qu’ils aient ou non décidé ce transfert à la demande ou à l’insu des Vietnamiens, la révolution nationale qu’ils appelaient de leurs vœux allait encore attendre plusieurs années.
Dans le même temps, les massacres commis en 1965-1966 à Bali et Java par la foule et des éléments de l’armée indonésienne à l’encontre de plus de 500 000 personnes suspectées d’être communistes, encourageaient le PCK à abandonner toute idée de coopération avec Norodom Sihanouk. Pour eux, le prince ne valait pas mieux que Soekarno, qui n’avait été d’aucun secours aux communistes indonésiens. Les évènements de Djakarta incitaient certains membres de la gauche cambodgienne à la prudence alors que d’autres choisissaient la lutte armée préventive contre le gouvernement.

#### Révolte de Samlaut et conséquences
L'une des premières priorités du nouveau gouvernement fut, pour stabiliser l'économie chancelante, de refréner la vente illégale de riz aux communistes. Des troupes furent dépêchées vers les zones rizicoles pour procéder à la récolte forcée à la pointe du fusil et en payant un prix bien moindre que celui que les cultivateurs pouvaient en tirer au marché noir. Dans le même temps, les visites que Lon Nol et ses ministres effectuaient dans les provinces afin de sensibiliser les populations à cette politique étaient perçues comme un appui aux exactions qui accompagnaient ces véritables réquisitions. En février et mars 1967, des opposants à cette politique commencèrent la distribution de tracts antigouvernementaux à travers tout le pays. Début mars 1967, le porte-parole du gouvernement annonçait que les nouvelles mesures avaient permis d’amonceler plus d’une centaine de milliers de tonnes de riz dans le nord-ouest du pays. Peu après, éclatèrent dans cette région des incidents, qui n’avaient alors rien de révolutionnaire. À Phnom Penh, des étudiants de gauche manifestèrent contre Lon Nol. Leurs banderoles et tracts réclamaient la dissolution du gouvernement, des nouvelles élections législatives, la baisse des prix et le retrait des troupes opérant près de Pailin. Même s’il déclara que le Cambodge devait évoluer vers la gauche et que s’il n’était pas né prince, il aurait certainement été de gauche, Sihanouk ne pouvait pas donner satisfaction à de telles demandes. Le fait que les manifestations à Phnom Penh faisaient pour leur part référence à Pailin suggère que le Parti communiste du Kampuchéa était au courant des activités de Lon Nol là-bas. La source est certainement Nuon Chea, membre du comité central et né à Battambang. Il avait combattu aux côtés des Khmers issarak et du Việt Minh dans la région au cours des années 1950 et avait sûrement gardé des liens avec eux. Au début de 1967, il se cachait à Phnom Penh, mais retournait régulièrement dans sa province natale.
Peu après, entre mars et mai 1967, un soulèvement antigouvernemental émergea près de la localité de Samlaut, à l’ouest de Battambang, qui, avant la fin de l’année, s’était transformé en une guerre civile dans plusieurs régions du pays. Encore de nos jours, il est difficile de définir si le développement de l’insurrection était lié à un meilleur contrôle de la direction du Parti communiste du Kampuchéa sur ses sections locales et si la scission au sein du mouvement radical entre les maoïstes et les tenants de la ligne de Hanoï était déjà effective à ce moment-là.
L’historien Hin Sithan a ainsi cité dans un ouvrage - No na kitt'kam - consulté par David Porter Chandler le témoignage d’un ancien employé municipal, recueilli dans les années 1980, ayant assisté à la reddition de plusieurs insurgés en avril 1967, qui affirmaient qu’ils ne se reconnaissaient pas dans les doctrines khmères rouges, mais qu’ils s’étaient enfuis dans la forêt car ils avaient été rendus furieux par les autorités provinciales et certains affairistes qui s’étaient alliés pour les déposséder de leurs terres.
Dans un message à la nation, Sihanouk attribuait les troubles de Samlaut à des éléments de gauche. Il s’en prenait aux « Khmers Việt Minh », qui d’après lui faisaient allégeance comme des captifs à un grand chef inconnu. « Je ne sais pas », ajoutait le prince « si ce grand chef est un étranger ou un Khmer de Phnom Penh ». Ils menaient, toujours d’après le monarque, une lutte contre les forces nationales pour le compte de ce grand chef et continueraient jusqu’à ce que ce grand chef leur ordonne d’arrêter. Sihanouk voyait ces émeutes avant tout comme une offense personnelle. En guise de représailles, il avait demandé que les villages des insurgés soient rasés et renommés. Le nombre de victimes ne sera jamais publié, mais des sources font état de plusieurs centaines.

#### Intensification de la répression
Le 7 avril, le prince faisait une nouvelle déclaration dans laquelle il affirmait qu’il « traiterait les Khmers rouges comme il avait traité les Khmers Serei ». Il ne faisait pas référence à la répression à Battambang, sur laquelle il avait peu d’informations, mais à la possibilité de faire exécuter certaines personnalités de gauche. Pour ne laisser planer aucun doute, un film sur l’exécution publique d’agents Khmers Serei récemment arrêtés fut diffusé dans l’ensemble du pays. En 1971, interrogé par Jean Lacouture sur le nombre de victimes, le monarque affirmera « avoir lu quelque part » qu’il y avait eu dix mille morts ; en 1983, ses estimations furent revues à la baisse et il parlait de moins de mille morts.
Sihanouk menaça également de faire convoquer Hou Yuon et Khieu Samphân devant des tribunaux militaires afin de leur poser quelques questions. Craignant pour leurs vies, les deux intéressés quittèrent précipitamment la ville. Quand on découvrit leur disparition, beaucoup à Phnom Penh pensèrent qu’ils avaient été tués.
En mai 1967, le prince, qui venait de succéder à Lon Nol comme Premier ministre, s’était assigné, parmi d’autres objectifs, de mettre un terme à la crise politique et à la rébellion à Battambang. Le soulèvement de Samlaut venait des récriminations de la population locale contre l’injustice et les méthodes musclées du gouvernement. Des professeurs et étudiants de gauche de Battambang avaient très certainement encouragé les habitants à exprimer leur mécontentement contre les comportements de l’administration et contre Lon Nol et ont probablement aidé les insurgés, mais la révolte ne semble pas correspondre à un ordre émanant du comité central du PCK visant à attaquer directement le gouvernement et Norodom Sihanouk.
À la fin du printemps 1967, Saloth Sâr, Ieng Sary, Nuon Chea et So Phim, les quatre membres du comité permanent du PCK auraient décidé de lancer pour le début de l’année suivante un soulèvement général. Dix ans plus tard toutefois, dans son discours du 27 septembre 1977, Pol Pot minimisera le rôle du parti dans cette affaire, pour faire la part belle au zèle révolutionnaire des participants. Il affirmera notamment qu’en 1967, la violence révolutionnaire avait atteint un haut niveau et que c’est dans cette situation qu’une émeute avait éclaté à Samlaut. Elle avait, toujours d’après le leader du Kampuchéa démocratique, été déclenchée par le peuple de son propre chef alors que le comité central du parti n’avait pas encore décidé d’une insurrection armée généralisée à l’ensemble du pays. Il ajoutait qu’à « Battambang, le mouvement des paysans avait atteint son point d’ébullition, mais que le parti n’avait fait qu’encadrer le mouvement et décidé de suspendre temporairement la lutte armée à Battambang jusqu’à ce que l’ensemble du pays soit prêt ». La décision de « suspendre la lutte armée » signifiait en fait la reconnaissance de la vanité du projet. Quelle qu’ait pu être la stratégie que le PCK avait en tête pour le Cambodge à ce moment-là, les émeutes de Samlaut montraient que la lutte armée n’était pas alors une option viable, même s’il pouvait servir de modèle à de futures attaques et que la rude réponse du gouvernement pouvait aider à enrôler des adhérents dans cette région.
Quand les troubles se calmèrent, à la fin mai, Sihanouk fit une visite à Samlaut durant laquelle, lors d’un discours, il stigmatisait les partisans khmers rouges et annonçait un programme d’aide gouvernementale massive de réhabilitation de la région et de relogement. Alors qu’il prononçait son allocution, la répression se poursuivait contre de supposés rebelles, certainement pour la plupart, des villageois qui avaient simplement fui les combats et s’étaient réfugiés dans la forêt. Avec le départ de Lon Nol, le champ d’action des élites pro-occidentales se trouvait pour un temps limité, ce qui permit au prince de se focaliser contre les citadins de gauche et plus particulièrement les éléments radicaux des écoles et des universités. Dans la province de Kandal, plus de quinze mille étudiants se seraient réunis dans différents monastères pour commémorer ce qu’ils appelaient le martyre de Hou Yuon et Khieu Samphân. Des manifestations similaires étaient signalées à Kampong Cham. Agacé par cette contestation, Sihanouk demanda aux directeurs de Kambujaboth et Chamroeun Vichea de lui trouver quelques « excellences rouges » qui pourraient former un gouvernement. Sous la pression du prince, Hu Nim dut soutenir lors d’un congrès national qu’il était loyal envers son monarque et que les tracts anti-Sangkum découverts à Samlaut et dans ses environs devaient être l’œuvre d’agents aux ordres de Lon Nol. Peu convaincu par les explications, Sihanouk humilia Hu Nim en lui faisant des remontrances publiques devant un millier de participants acquis à la cause du souverain.
Dans la seconde moitié de 1967, Sihanouk intensifia ses attaques contre les radicaux urbains en détournant de leur influence les rebelles potentiels des campagnes grâce à des projets d’aide. Il fit financer par l’État des travaux publics dans la circonscription de Khieu Samphân ainsi que des routes et des logements à Samlaut. Il promit une prime de 10 000 riels (environ 200 dollars US) à tout rebelle du nord-ouest qui se rallierait à lui. En août, 200 de ces personnes étaient ramenés de Samlaut à Phnom Penh, visitaient Sihanoukville et Angkor puis étaient reconduits dans leurs foyers, le tout aux frais du prince. Toutefois, ce dernier notera plus tard qu’à peine rentrés, ils étaient retournés grossir les rangs de la guérilla. Au début de septembre, dans un discours, il montrait sa réserve quant au déroulement de la révolution culturelle en Chine et justifiait la répression contre la gauche cambodgienne à qui il ne reprochait pas tant ses idées communistes, mais plutôt le fait que d’après lui elle était dirigée par une puissance étrangère. À ce moment, il commençait néanmoins à envisager l’existence d’un mouvement communiste khmer indépendant de toute influence étrangère et composé de personnes vouées à sa chute et à celle de la société telle qu’il la concevait. Cette idée devait le déconcerter et le silence de Hou Yuon et Khieu Samphân n’était pas pour le rassurer. Un autre sujet d’inquiétude pour Sihanouk était Hu Nim qui restait à l’assemblée. Lorsque Nim soumis une pétition au parlement demandant la réhabilitation de l’association d’amitié khméro-chinoise qui avait été fermée par le prince, ce dernier, accompagné de Kou Roun, le chef de la police politique, se rendirent à Kampong Cham, dans la circonscription du député pour une sévère réprimande. En présence de Hu Nim, le monarque menaça de le poursuivre devant un tribunal militaire, ajoutant « vous n’êtes plus un Cambodgien. Vous avez complètement trahi le peuple en utilisant le peuple pour s’opposer à votre État et à votre nation ».
Quelques jours plus tard, Hu Nim s’enfuyait vers une base du PCK des monts Cardamones. D’autres intellectuels se sentant menacés par Sihanouk quittèrent eux aussi les villes en 1966-1967. On peut citer Koy Thuon, Tiv Ol, Khek Pen ou Touch Rin, qui joueront un rôle de premier plan dans le Kampuchéa démocratique avant d’être purgés en 1977. Phouk Chhay, un jeune collègue de Hu Nim qui avait choisi de rester fut arrêté deux jours plus tard et menacé de mort avant d’être condamné à la prison à vie.

#### Guerre civile
Le soulèvement qui avait été décidé 6 mois plus tôt est lancé le 18 janvier 1968. Le nom de Khmers rouges, inventé quelque temps auparavant par Sihanouk pour désigner les communistes cambodgiens, est dès lors largement utilisé pour qualifier l'insurrection. Baptisées Armée révolutionnaire du Kampuchéa, les forces khmères rouges entament les hostilités contre le gouvernement de Sihanouk, mais le rôle dirigeant et l'existence du PCK demeurent secrets. La décision du parti impliquait aussi que jusqu’au début de 1970, les forces armées cambodgiennes allaient simultanément apporter leur aide aux troupes nord vietnamiennes et du FNL, tout en combattant la guérilla locale, elle-même supportée, d’après Sihanouk, par les communistes vietnamiens.
Le début du soulèvement avait coïncidé avec une recrudescence des activités des communistes vietnamiens au Cambodge, dans le cadre de la préparation de l’offensive du Tết ; des rapports de la police politique du prince lui indiquaient également que de nouveaux troubles éclataient dans la région de Samlaut et qu’une agitation devenait perceptible au sein des minorités ethniques du nord-est, deux zones où le PCK, qui inaugurait sa politique de lutte armée, était connu pour être actif. Peu avant le déclenchement de l’offensive du Têt, Sihanouk annonçait que plusieurs jeunes communistes avaient été arrêtés à Phnom Penh, distribuant des tracts contre le Maréchal Tito, dirigeant yougoslave qui devait venir faire une visite d’état d’ici peu. Il était alors notoire que l’indépendance de Tito par rapport aux mouvements communistes irritait la Chine. Il est possible, mais peu probable, que les Chinois aient envisagé de le faire assassiner durant sa visite. Il est plus plausible que la police du prince ait inventé une conspiration pour intimider les étudiants prochinois qui en manifestant contre Tito auraient fait perdre la face à Sihanouk. Le prince fit référence à une « poignée d’individus, exclus de la communauté, sabotant l’indépendance nationale … distribuant des caisses de grenades pour assassiner Tito et moi-même ». Il menaçait ceux qui avaient distribué les tracts de la peine capitale. La visite du dirigeant yougoslave se passa sans histoire, mais les accusés avaient déjà été exécutés et aucune preuve de leur culpabilité n’a jamais été publiée. D’inquiétants rapports de sa police arrivèrent sur le bureau du prince au début de 1968, indiquant des accrochages entre des rebelles et l’armée dans plusieurs régions. Les combats étaient particulièrement violents autour de Battambang. Neuf ans plus tard, Pol Pot affirmera que le PCK avait « déclenché la lutte armée » à Battambang au début de 1968. Aucune annonce publique n’avait alors été publiée. À la fin de février, ignorant - pour peu qu’elle ait vraiment été prise - la décision du PCK, le prince présentait ces combats comme une guerre civile.
L’insurrection était marquée par des différences locales. L’est du pays où des troubles auraient pu entraver les préparatifs de l’offensive du Têt, mis plus de temps qu'ailleurs pour prendre les armes. Cette modération semble montrer que dans ces zones, les Vietnamiens continuaient à avoir une influence sur le PCK. Ils ne voulaient pas compromettre leurs bases et refuges en laissant leurs alliés cambodgiens attaquer les forces de Lon Nol et être soumis à des représailles. L’ensemble de la région, spécialement au nord de Kampong Cham, était alors encombrée de troupes Viêt Minh, Viêt Cộng et khmères rouges.
À Battambang et dans le Rotanah Kiri, les bandes proches du PCK étaient plus vindicatives. Autour de Samlaut, les troupes de Lon Nol poursuivaient les derniers rebelles qui, à la faveur d’escarmouches, infligeaient quelques pertes aux forces gouvernementales et saisissaient des armes. Cela amena une répression accrue et ne fit qu’alimenter la spirale de la violence. Dans le nord-est, les récriminations des minorités ethniques contre les actions militaires à leur encontre menaient également à des affrontements de plus en plus fréquents.
En février 1968 par exemple, des troubles éclataient dans un village Bru du Rotanah Kiri proche du quartier général d’alors du PCK.Des habitants avaient été chassés de leurs foyers, certains au profit de Khmers du sud relogés sur leurs terres, d’autres pour permettre l’installation de plantations d’hévéas aux mains de proches du gouvernement. Ces griefs étaient similaires à ceux des habitants de Samlaut en 1967. Durant le mois, des Bru massacrèrent plusieurs Khmers, ce qui déclencha une féroce répression que le projet de Sihanouk de visiter la région dans les mois qui venaient ne fit que renforcer.
Certains militaires s’étaient déployés, sans le savoir, tout près du quartier général secret du PCK. D’après les confessions de Bu Phat, un fonctionnaire khmer rouge victime des purges de 1978, « vers février 1968, Frère numéro 1 – Saloth Sâr – organisa la première formation des branches militaires. Je faisais partie de cette branche, mais Frère numéro 1 avait juste présenté le programme quand les soldats du méprisable Lon Nol vinrent se livrer à des actes de violence … capturant les fusils des accompagnateurs chargés de protéger … l’école militaire ».
D’après un discours de Pol Pot prononcé en 1977, cet incident qui aurait pu se solder par un désastre avait eu lieu un mois après que le parti ait décidé de lancer la lutte armée à Bay Domram, dans le nord-ouest, un fait qui sera plus tard célébré comme le premier engagement de l’armée révolutionnaire cambodgienne. À la fin de mars 1968, d’après lui, « c’était au tour de la zone nord-est de se rebeller. Quatre ou cinq fusils furent capturés. Ajouté au trois ou quatre précédemment utilisés pour défendre le quartier général du comité central du parti, nous avions un total de 10 armes pour toute la zone ». En 1977, Pol Pot voulait surtout montrer comment le parti avait commencé par saisir une dizaine de fusil en 1968 pour finalement assumer la direction du pays sept années plus tard. En fait, il reconnaissait également sans le vouloir la faiblesse du parti en 1968.

#### Contact des Khmers Loeu
Les combats continuèrent pendant le reste de l’année, mais le comité central du PCK restait dans une province qui contrairement à celle de Battambang restait traversée par les troupes du Viêt Minh. La protection vietnamienne semblait rester une motivation dans le choix du lieu pour se cacher. Les Vietnamiens, de leur côté se voulaient pacifiques et respectueux envers les habitants le long de leurs pistes vers le sud. Avec le temps, les cadres du PCK s’acharnaient à recruter des partisans et à intégrer le mode de vie des minorités ethniques du nord-est. Cette période sera importante dans l’évolution de l’idéologie du Kampuchéa démocratique. Les cadres du parti, essentiellement d’origine urbaine, furent impressionnés par les connaissances en techniques de survie de ces montagnards, leur soumission à leurs chefs et leur habileté de guerriers et de chasseurs.
Pol Pot et Ieng Sary affirmeront plus tard s’être inspirés de ces gens qui n’avaient ni propriété privée, ni marché ni argent et dont le mode de vie semblait correspondre à la phase primitive de l’évolution sociale énoncées dans les préceptes du marxisme. Ces personnes paraissaient de ce fait les plus à même d’être réceptifs aux doctrines révolutionnaires. Entre 1968 et 1970, des centaines de membres de ces tribus, essentiellement des Jaraï et des Tampuan, furent recrutés par la guérilla. En 1971, alors qu’il arrive à Pékin après 8 années dans la forêt, Ieng Sary clamait qu’ils « pouvaient être nus, mais ils n’ont jamais été colonisés ». S’exprimant à Phnom Penh en 1976, il louait ces minorités ethniques loyales envers la révolution, peu intéressées par le commerce et vouant une haine féroce aux classes dirigeantes. Après 1975, beaucoup d’entre eux furent employés comme cadres subalternes, messagers ou gardes du corps des hauts responsables.
À la fin de 1968, de vastes zones du nord-est avaient échappé au contrôle du gouvernement. Cela incitait les Vietnamiens à y procéder à des programmes de propagande politique. Un document saisi en 1969, qui donnait des détails sur la coopération entre les forces du Viêt Minh et leurs sympathisants cambodgiens, laisse à penser que le soutien à la lutte armée dépendait de la virulence des attaques de l’armée cambodgienne à leur égard. Quand comme au nord-est la pression était forte, les guérillas étaient encouragées à répliquer, même si les Vietnamiens se gardaient de répondre directement aux attaques.
Si en choisissant la lutte armée, le PCK semblait mettre à mal la politique vietnamienne qui se voulait conciliante avec Sihanouk et qui encourageait les Cambodgiens à se limiter à des joutes politiques vis-à-vis du prince, la décision de lancer une insurrection ne présentait en fait pas que des inconvénients pour Hanoï et permettait aussi d'occuper les troupes de Lon Nol dans le nord-ouest du pays et de les détourner des zones où les forces Viêt Minh et Viêt Cộng préparaient l’offensive du Têt. Toutefois, un document saisi en octobre 1969 provenant d’un cadre de Hanoï mettait en garde contre le ressentiment des Cambodgiens envers les Vietnamiens, qui, sans être ostensible, persistait. Il conviait ses compatriotes à moins de condescendance et mettait en garde contre les dangers de traiter les populations khmères avec un fusil ou des pots-de-vin. Sihanouk y était décrit comme progressiste alors que son armée était présentée comme un rassemblement de nationalistes intransigeants. La guérilla, quant à elle, était purement et simplement oubliée.
Même si la révolution était en marche et qu’il faut chercher à cette époque les raisons de la victoire khmère rouge 7 ans plus tard, il ne faut pas pour autant surestimer la menace que représentait alors le PCK. La résistance armée en était encore à ses balbutiements et n’avait de toute façon pas les moyens de soutenir une guerre civile sur l’ensemble du territoire. Elle se contentait de quelques escarmouches et espérait y engranger une certaine expérience en attendant que le contexte lui soit plus favorable. À l’époque, moins de 5 000 combattants disséminés à travers tout le pays, faiblement armés, mal commandés et sans stratégie ne pouvaient pas présenter un danger sérieux pour le pouvoir. Toutefois, même minime, le péril n’en était pas moins effectif. Pour le seul mois d’octobre par exemple, on leur imputait 25 attaques dans 11 provinces qui firent 32 morts.
Dans un discours prononcé le 29 septembre 1977, Pol Pot reconnaissait cette faiblesse, affirmant « la guérilla était dans 17 des 19 provinces … Aucune zone ne pouvait directement venir en aide à une autre du fait de leur éloignement. Notre direction était … au Nord-Ouest, au Sud-Est, à l’Est, au Nord-Est et à Phnom Penh, à des endroits très éloignés les uns des autres. Tout contact nécessitait au moins un mois. » À cause de ces délais, rajoutait Pol Pot, le comité central replié dans le Rotanah Kiri ne pouvait qu’imprimer une ligne directrice et laisser toute latitude de décision aux responsables régionaux, méthode qui perdurera dans les années 1970.
Les principaux combats de la guérilla se déroulaient au nord-est. Un nouveau quartier général dirigé par Nhiek Tioulong fut installé à Stoeng Treng dont, d’après une remarque de Sihanouk à la fin de 1968, les Vietnamiens occupaient le tiers de la province. Malheureusement, placer des troupes sur les principales routes d’approvisionnement des maquis ne pouvait qu’amener des frictions. Un document vietnamien saisi à la fin de 1969 faisait référence à une recrudescence des accrochages avec les forces gouvernementales dans la zone, ces dernières ayant subi des pertes que le document estimait à environ un millier de morts et de blessés.
À Kampong Cham, Kampong Spoe et Svay Rieng, des unités plus restreintes se frottaient aux éléments isolés de l’armée régulière et des milices locales. Des témoins occidentaux qui séjournaient autour de Kampong Cham affirmèrent à Ben Kiernan avoir entendu que des rebelles se déplaçaient de nuit pour collecter des fonds et de la nourriture, mais qu’ils se comportaient généralement de manière correcte avec la population locale. Toutefois, quand ils étaient capturés, ils étaient abattus sur place et leurs corps étaient laissés à l’abandon afin de servir d’exemple.

### République khmère
Lorsque début janvier 1970, Norodom Sihanouk part, officiellement pour raison médicale, en France, le pouvoir est exercé par Lon Nol et Sisowath Sirik Matak qui impriment un virage résolument antivietnamien à la politique cambodgienne. Le 18 mars 1970, alors que le prince quittait Moscou pour Pékin, il apprenait que le parlement l'avait démis de ses fonctions de chef de l'État. Après un bref délai de réflexion, il décide d'accepter l'offre du gouvernement chinois visant à l'aider à lutter contre ceux qui l'avaient déposé et à s'allier à ses opposants de gauche de la veille. Il est toutefois sûr qu’après sa déposition et son installation à Pékin, sa rancœur et son statut servaient les intérêts chinois, vietnamiens et ceux du PCK encore balbutiant.

#### Alliance avec Sihanouk
Vingt-quatre heures après l’arrivée du prince, les dirigeants chinois firent venir Phạm Văn Đồng à Pékin. Une entrevue entre Sihanouk et Đồng eut lieu le 22 mars 1970 où d’après l’ancien souverain khmer, ils décidèrent d’une alliance qui comprenait l’acheminement de l’aide chinoise à la résistance khmère, la convocation d’une « conférence des peuples indochinois » et l’entrainement au Viêt Nam des troupes de cette nouvelle coalition. Cet accord répondait aux attentes de toutes les parties. Sihanouk, à la tête d’un front de résistance sauvait la face, permettant aux forces du PCK de croître dans des proportions qu’ils n’auraient jamais pu espérer ; ces troupes enfin, par leurs actions, permettaient de relâcher la pression que l’armée cambodgienne faisait peser sur les unités vietnamiennes stationnées en territoire khmer.
Les discussions débouchent, le 23 mars, sur un appel aux armes lancé par Norodom Sihanouk où il invitait tous les Cambodgiens à rejoindre le Front uni national du Kampuchéa qu’il allait créer prochainement. Dans les campagnes, des enregistrements de cet appel étaient diffusés par des membres du PCK et du Việt Cộng. Un ancien partisan communiste affirma à Malcolm Caldwell se souvenir de l’appel du monarque et d’avoir dû brusquement stopper les critiques à son égard pour le présenter à l’avenir comme le dirigeant du Front uni de libération.
Des manifestations et des émeutes eurent lieu, principalement dans les zones contiguës à celles contrôlées par les Vietnamiens, mais aucune ne menaça le gouvernement à l'échelle nationale. Quand quelques milliers de personnes commencèrent à marcher sur la capitale pour exiger la restauration de Sihanouk, ils furent dispersés par l'armée au prix d'une féroce répression. À ce moment, beaucoup de jeunes Cambodgiens décidèrent de rejoindre les maquis. L’un d’entre eux révéla en 1980 à David Porter Chandler que le fait qu’on lui ait tiré dessus avait motivé sa décision de partir dans la forêt afin de « construire un nouveau pays ». D’autres par contre n'avaient d'autre choix que de se ranger derrière la bannière de Samdech Euv après que leur village ait été investi par la guérilla qui demandait aux chefs des localités de désigner un certain nombre de jeunes personnes à enrôler à titre de contribution de la commune à la révolution.
Le 10 avril 1970, Khieu Samphân, Hou Yuon et Hu Nim, dans leur première déclaration publique depuis 1967, apportaient leur soutien au front dirigé par Sihanouk et demandaient aux paysans cambodgiens de rejoindre les maquis.
Alors qu’à Phnom Penh, la république khmère est proclamée le 9 octobre 1970, à Pékin, le Gouvernement royal d'union nationale du Kampuchéa, créé par Sihanouk, ne se livre qu’à des activités restreintes et, à la fin de 1970, transfère le pouvoir sur le terrain aux dirigeants du PCK. Parmi eux, Saloth Sâr prend en charge l’armée rebelle et Nuon Chea devient conseiller politique.
En avril 1970, Thiounn Mumm, qui séjournait en France depuis 1955, rejoint Sihanouk à Pékin. Le prince croyait toujours que le PCK et le Pracheachon ne faisaient qu’un et étaient tous deux contrôlés par le Việt Cộng. Dans les quatre années qui allaient suivre, Mumm et son frère Prasith allaient donner une caution intellectuelle au monarque et lui attirer le soutien de membres des classes éduquées cambodgiennes à l’étranger.
Au printemps, d’après le livre noir du gouvernement du Kampuchéa Démocratique, les Vietnamiens auraient essayé de négocier avec Son Sen et Ieng Sary un commandement militaire conjoint qui permettait de protéger le quartier général Việt Cộng transféré à Kratie et de fournir une aide logistique sur les pistes qui partaient au sud du Viêt Nam, en échange d’une assistance militaire. Pol Pot affirma en 1978 que le PCK avait rejeté la demande. If affirma qu’en septembre, son quartier général avait été transféré plus à l’ouest, au Phnom Santhuk, dans la région de Kampong Thom, mais aussi plus près de Kratie et de la direction du Việt Cộng, ce qui accrédite la thèse qu’un commandement commun était en place. Ce point est renforcé par un témoignage d’un khméro-vietnamien recueilli une dizaine d’années plus tard qui affirmait que dans les forêts du Phnom Santhuk, outre l’entrainement au combat, il devait enseigner le khmer aux unités du FNL présentes, alors que les recrues locales apprenaient le vietnamien et participaient à des réunions dans cette langue. Dans d’autres parties du pays, les Cambodgiens combattaient côte à côte avec les troupes communistes vietnamiennes. Au sud-ouest de Phnom Penh, des Khmers combattaient sous les ordres des Vietnamiens jusqu’en 1972. En situation de combat, les frictions inéluctables allaient ultérieurement déboucher sur un conflit ouvert.
Sihanouk, quant à lui, demeurait totalement isolé du terrain et ne recevait que de rares messages, adressés par Khieu Samphân au nom de la « faction intérieure », euphémisme désignant le Parti communiste du Kampuchéa.
En octobre, un déserteur nord vietnamien avouait qu’un organisme de conseil avait été mis en place pour développer l’influence du PCK au Cambodge en incitant les cadres locaux à s’approprier les postes clés au sein du FUNK et en leur proposant des formations.
Dans les zones est, où les opuscules s’inspiraient des modèles vietnamiens, un tract intitulé Moralité des combattants révolutionnaires détaillait une liste en douze points proche de celle des communistes chinois. Le document insistait sur la nécessité d’aider la population locale dans ses tâches quotidiennes de manger et boire de « manière révolutionnaire » de s’abstenir de comportements déplacés avec les femmes et en prêchant une haine féroce de l’ennemi. En 1972, trois nouveaux points firent leur apparition, le premier demandant aux cadres de veiller à ce que la révolution soit menée sans rien attendre de l’étranger ; le second concernait la maîtrise des tâches immédiates alors que le troisième insistait sur le besoin de véhiculer une certitude quant à la justesse du combat et la victoire finale.
Pour beaucoup de membres du Việt Cộng, la collaboration avec leurs alliés cambodgiens était une nécessité. Cela ne signifiait pas pour autant qu’ils devaient être aveugles. Un document vietnamien d’avril 1970 affirmait qu’ils devaient faire prendre conscience à leurs homologues khmers « que leur existence dépend de nous. Les aider est une de nos obligations internationales. D’un autre côté, le Cambodge est notre zone de transit. La révolution cambodgienne est faible et son organisation fragile ».
À partir du mois de mars, plus d’un millier de Cambodgiens réfugiés au Viêt Nam depuis les accords de Genève étaient rentrés pour prendre part à la guérilla. La plupart avaient été formés à l’école de l’amitié viêtnamo-khmère à Hanoï où ils avaient suivi des cours de vietnamien, des études politiques et des périodes d’entrainement militaire. Les personnes qui suivaient ce cursus étaient de ce fait mieux armés pour le combat et la lutte révolutionnaire que ceux déjà sur le terrain ; cet aspect ne pouvait qu’alimenter un ressentiment qui allait bientôt s’exprimer. Avant d'arriver, ces rapatriés avaient dû accomplir un périple qui dans le pire des cas pouvait durer plus de trois mois et dans lequel près d’un tiers d’entre eux périrent de maladie ou des bombardements.
Quand ils atteignaient le Cambodge, ils furent souvent accueillis avec méfiance et furent tous désarmés. L’un d’entre eux avoua, une dizaine d’années plus tard qu’on lui avait fortement conseillé de déclarer qu’il avait quitté le parti communiste vietnamien par fidélité pour le peuple khmer. D’autre furent contraints de renier tout lien avec le Pracheachon. On leur demanda également de renoncer à tout grade militaire pour se plier aux traditions khmères et parce qu'ils n’avaient pour le moment rendu aucun service à la révolution ou au peuple cambodgien.
Ces rapatriés présentaient par contre également des avantages pour le PCK. En effet, les forces sur le terrain, malgré ou à cause de leur accroissement spectaculaire, ne bénéficiaient que d’une instruction et d’un équipement sommaires (si certaines sources font état d’un effectif de 125 000 personnes, seules 10 000 d’entre elles possédaient des armes) et ne faisaient pas preuve d’une discipline à toute épreuve. Les nouveaux venus étaient de ce fait appréciés pour leur enseignement et leurs connaissances, mais les dirigeants les soupçonnaient de travailler pour Hanoï. Dans les années qui allaient suivre, ceux qui se conformaient aux discours de plus en plus antivietnamiens du comité central prenaient progressivement le pas sur ceux qui prônaient une coopération entre les deux guérillas. Dans ce contexte, les rapatriés figuraient en « bonne » place parmi les premières victimes des purges, d’abord secrètes, qui s’abattirent sur les maquis cambodgiens à partir de la fin de 1971.
En juillet 1971, le parti communiste du Kampuchéa organisait à son nouveau quartier général de Phnom Santhuk une formation destinée à ses cadres. Près de 60 représentants de toutes les zones et des rapatriés de Hanoï étaient présents. Vorn Vet affirmera que les cours avaient été intensifs. Peu de temps après, un nouveau comité central fut élu. Sur ses treize membres, aucun ne venait du Viêt Nam.

#### Prise en main des radicaux
Deux décisions importantes furent prises. La première fut d’envoyer Ieng Sary à Pékin comme « délégué de l’intérieur » auprès de Norodom Sihanouk qui ne manquera aucune occasion de montrer son agacement envers celui qu’il considérera comme son geôlier. L’autre fut de faire célébrer le 30 septembre l’anniversaire du congrès de 1960, où pour la première fois, les communistes cambodgiens prenaient eux-mêmes des décisions en dehors de la tutelle vietnamienne. Aucun compte-rendu n’a été conservé, mais on peut penser que le choix de la date n’était pas anodin et on sait par certains témoignages que plusieurs membres de ce nouveau comité central signèrent la déclaration finale, dont Saloth Sâr, Khieu Samphân et Son Sen.
Une seconde conférence eu lieu en septembre et déboucha sur plusieurs documents. Les statuts y furent très probablement discutés, la première version connue ayant été saisie peu après, mais également plusieurs synthèses portant sur la politique économique et étrangère. Certaines sources avancent que des sujets tels la collectivisation et l’abolition des marchés avaient été discutés entre les partisans d’une ligne dure et des modérés qui prônaient une position plus souple et qui seront plus tard tous purgés. Durant le congrès, les dirigeants du PCK discutaient aussi de la « question vietnamienne ». On y évoqua les problèmes soulevés par le commandement mixte – où les hautes responsabilités étaient monopolisées par les cadres du Việt Cộng – des zones où des combattants khmers étaient placés sous les ordres d’officiers vietnamiens, du statut des rapatriés dans l’armée et au sein du parti et des objectifs politico militaires à court et moyen terme. Ainsi, le front national de libération du Sud Viêt Nam faisait de la « libération » de Saïgon un but prioritaire qui exigeait de ne pas disperser ses efforts sur des objectifs secondaires telle une offensive sur Phnom Penh qui paraissait prête à tomber comme un fruit mûr.
Beaucoup de communistes cambodgiens partageaient à l’égard des Vietnamiens les sentiments de leurs concitoyens républicains qui avaient perpétré les massacres de mai 1971 à l’encontre de populations civiles. Après Chenla II, les forces du PCK assassinèrent plusieurs cambodgiens qui avaient hébergé des combattants du Việt Cộng à Baray, près du quartier général du parti de Phnom Santhuk. Cette région était dirigée par Ke Pauk, qui sera un proche de Pol Pot pendant le régime du Kampuchéa démocratique. Le massacre semble de ce fait plus destiné à faire passer un message que le résultat de bourdes dans le feu de l’action, thèse confirmée par les autres cas de dissensions qui apparurent eux aussi durant l'année 1971.
Cette réunion de septembre avait sûrement aussi abordé le rôle dévolu à Norodom Sihanouk. Un document du PCK affirmait déjà quelques mois plus tôt qu’il n’était pas nécessaire d’afficher les portraits du prince et que, sans dénier son faible apport à la révolution, il fallait expliquer subtilement au peuple que toutes les réalisations récentes devaient plus à la lutte armée qu'à l’action du monarque déchu.
À la fin de l’année 1971, ceux qu’on appelait les Khmers Hanoï commençaient à être retirés de tout poste à responsabilité. Un témoin affirma en 1980 qu’au début de 1972, plus aucun Khmer en provenance de Hanoï n’était dans son district du Sud-Ouest où il stationnait. Un autre affirma en 1978 qu’ils avaient été révoqués et envoyés « ailleurs ».
Les réformes n’étaient pas appliquées partout avec la même célérité : les changements furent certainement les plus rapides dans le sud-ouest, commandé par un certain Chhit Chœun qui sera bientôt mieux connu sous le pseudonyme de Ta Mok, alors que les zones contrôlées par des anciens du parti communiste indochinois tels So Phim ou Non Suon semblaient appliquer les consignes avec plus de modération. Dans la zone 25, près de Phnom Penh, par exemple, les cadres locaux demandaient à leurs troupes de faire preuve d’internationalisme de discipline et d’éthique « révolutionnaire » tout en s’abstenant d’actes de vengeance ou de menaces contre les Vietnamiens. Au nord-ouest aussi, l’évolution était lente et l’ambiguïté était entretenue par des messages enjoignant d’aimer Sihanouk tout en se formant à la lutte des classes.
Après Chenla II, et le retrait des troupes nord-vietnamiennes du Cambodge à partir de 1972 et comme le fit remarquer David Porter Chandler, le parti communiste du Kampuchéa mit « plus de deux ans à gagner une guerre que l’armée de Lon Nol avait perdue ». Les raisons en sont multiples. L’une d’elles fut qu’avec l’évacuation des Vietnamiens, les forces du front uni national du Kampuchéa manquaient d’armements et d’entrainement pour porter l’estocade. Une seconde était que le contrôle exercé par le PCK sur les campagnes, s’avérait rémittent. Depuis 1970, à l’exception de quelques grandes villes, tout le territoire à l’est du Mékong était sous le contrôle de la guérilla. Autour de Phnom Penh, les régions changèrent plusieurs fois de mains alors que d’autres, comme au nord-ouest, restèrent fidèles à la république khmère jusqu’en 1975.
En 1973, les Khmers rouges lançaient un programme de collectivisation dans les zones qu’ils contrôlaient, entraînant la fuite d'environ 60 000 personnes hors des « zones libérées » ; ils recevaient dans leur base la visite de Sihanouk, mais ce dernier n'eut pas la possibilité d'un réel contact avec la population.
À la même époque, la date de création du parti avait été avancée au 30 septembre 1951. Il semble en fait qu’avant chacun des anniversaires, l’histoire était réétudiée et réécrite au gré des événements récemment survenus. En 1973, les années 1950 étaient mises en avant, quand le parti était dirigé par Son Ngoc Minh, Sieu Heng et Tou Samouth. La formation était alors décrite comme composée d’une quarantaine d’anciens partisans du parti communiste indochinois, une dizaine du parti communiste français et trois ou quatre anciens membres du parti communiste thaïlandais. Certains d’entre eux apparaissaient sous forme d’initiales, tels « SH » pour Sieu Heng et « TSM » pour Tou Samouth alors que Saloth Sâr ne semble pas avoir été mentionné. Il était fait état de la scission entre les sections urbaines et rurales, de la défection de Sieu Heng et de la disparition de Tou Samouth. Enfin, il était affirmé qu’en 1964, le parti était prêt à gagner une grande influence quand « 90 % » du comité central décidait de gagner la campagne.
Toujours à la même époque, les bombardements américains transformaient le Cambodge en champ de tir géant. Les opérations tuèrent des milliers de personnes qui n’étaient pas en guerre avec les États-Unis et eurent aussi pour effet de créer une ceinture de feu autour de Phnom Penh, freinant la progression des forces du front uni national du Kampuchéa et donnant un répit à la république. Certains raids détruisirent des positions à moins de vingt kilomètres de la capitale. Jusqu’à ce que, sur l’insistance du Congrès, ces bombardements cessent en août 1973, on estime qu’un demi-million de tonnes de bombes ont été déversées sur le Cambodge, soit trois fois plus que ce qui avait été jeté sur le Japon pendant la Seconde Guerre mondiale. Les dégâts, incontestablement élevés, n’ont pas pu être estimés avec précision. Ces bombardements contribuèrent par contre à la radicalisation du PCK, l'équilibre du pouvoir basculant en faveur du Centre de Pol Pot. Durant cette même période, plusieurs des dirigeants modérés sont éliminés, certains étant assassinés par les alliés de Pol Pot, Ta Mok et Vorn Vet.
En avril 1974, le comité central du PCK envoyait à ses cadres un programme de résistance à long terme. Il comprenait deux phases. Dans la première, les cadres devaient expliquer simplement à la population sous leur contrôle les valeurs du socialisme et les comparer aux agissements du gouvernement de Lon Nol. Il fallait notamment demander au peuple d’avoir « un pistolet dans une main et une charrue dans l’autre ». Lors de la seconde étape, il convenait de rappeler que les CPNLAF luttaient pour un seul idéal, le socialisme, et que tout groupe prônant une autre politique devait être débusqué, car de tels individus étaient assimilés à des saboteurs désireux de créer « la dissension au sein du peuple cambodgien ». Au fur et à mesure que la stratégie khmère rouge se mettait en place, la nécessité d’un front uni et le besoin de faire jouer un rôle à Norodom Sihanouk et à ses partisans se faisait moins sentir. Ces derniers, ainsi que les communistes modérés - dont le millier d'anciens Khmers issarak revenus de Hanoï pour rejoindre le soulèvement -, considérés par Pol Pot et son entourage comme une « cinquième colonne » provietnamienne potentielle alors qu’eux pensaient être protégés par leur participation à une coalition, furent, pour la plupart, arrêtés et condamnés à mort. So Phim, responsable de l'insurrection dans la zone Est du Cambodge, dut renoncer à sa collaboration de longue date avec les communistes vietnamiens. Avant même leur prise du pouvoir, les Khmers rouges durent faire face à des soulèvements de population, et à la dissidence d'une partie de leurs troupes.
En février 1975, alors que le régime de Lon Nol est en plein effondrement, une réunion du Centre de l'Angkar décide de l'évacuation des villes après la prise du pouvoir. Les membres de la direction révolutionnaire ne sont informés qu'en avril de cette décision prise par « Frère Numéro Un et Frère Numéro Deux », noms de code de Pol Pot et Nuon Chea.

### Au pouvoir

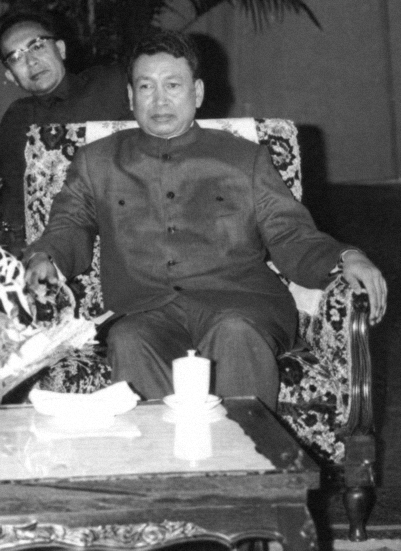
Saloth Sâr, alias Pol Pot, en 1978.

Les Khmers rouges entrent dans la capitale, Phnom Penh, le 17 avril 1975. Le nouveau pouvoir est désigné auprès de la population du seul nom d'Angkar, organisation à la fois sans visage et censément omniprésente, tandis que l'État cambodgien prend le nom de Kampuchéa démocratique. Les habitants de la ville commencent le jour même à être évacués vers les campagnes, dans des conditions désastreuses, qui entraînent la mort d'environ 10 000, voire 20 000 personnes. Toutes les autres villes du pays sont évacuées dans les semaines qui suivent.
Du 20 au 24 mai 1975, le Centre réunit tous les secrétaires de district du parti pour une conférence, au cours de laquelle Pol Pot et Nuon Chea exposent leur plan, consistant notamment en l'évacuation de toutes les villes, la suppression de la monnaie et des marchés, la création de coopératives dans tout le pays, l'expulsion de l'ethnie vietnamienne du Cambodge et l'envoi de troupes aux frontières, notamment à la frontière vietnamienne. L'interdiction du bouddhisme est également prévue, ainsi que la mise au travail des moines dans les rizières.
Des dissensions se font vite jour au sein du parti, les dirigeants de la zone Est, comme Heng Samrin se montrant notamment hostiles à la rupture avec le Viêt Nam. Les zones est et ouest sont progressivement purgées. Un gouvernement dirigé par le Centre du Parti communiste du Kampuchéa est formé en octobre 1975, incluant Pol Pot, Ieng Sary, Nuon Chea, Vorn Vet, Non Suon et Ieng Thirith. Khieu Samphân est le chef officiel du gouvernement, en tant que « responsable du Front ». Les responsables de la zone est comme So Phim et Chan Chakrey sont tenus à l'écart. La lutte contre « l'ennemi vietnamien » est une priorité de plus en plus marquée pour le parti.
La propagande de l'Angkar diffuse douze « commandements révolutionnaires » :
1. Le peuple des ouvriers et paysans, tu aimeras, honoreras et serviras.
2. Le peuple où que tu ailles de tout ton cœur et de tout ton esprit tu serviras.
3. Le peuple tu respecteras, sans porter atteinte à son intérêt, sans toucher à ses biens, ni à ses plantations, en t'interdisant de voler ne serait-ce qu'un seul piment, en te gardant de prononcer la moindre parole offensante à son égard.
4. Au peuple tu demanderas pardon si tu as commis quelque faute à son égard. Si tu as lésé l'intérêt du peuple, au peuple tu restitueras.
5. La règle du peuple tu observeras, que tu parles, dormes, marches, debout ou assis, que tu t'amuses ou que tu ries.
6. Vis-à-vis des femmes rien d'inconvenant ne feras.
7. En aliment et en boisson, rien qui ne soit produit révolutionnaire ne consommeras.
8. Aux jeux de hasard, jamais ne joueras.
9. À l'argent du peuple, point ne toucheras. Sur les biens collectifs de l'État ou du ministère, pour dérober fût-ce une boîte de riz ou un comprimé de médecine jamais la main ne porteras.
10. Envers le peuple des ouvriers et des paysans, envers toute la population, très humble te feras. Par contre, envers l'ennemi, les impérialistes américains et leurs valets, ta haine avec force et vigilance nourriras.
11. À la production du peuple sans cesse t'uniras et le travail tu aimeras.
12. Contre tout ennemi, contre tout obstacle avec détermination et courage tu lutteras. Prêt à tous les sacrifices jusqu'à celui de ta vie pour le peuple, les ouvriers, les paysans, pour la Rénovation, pour l'Angkar, sans hésitation et sans relâche tu seras[160].

La politique de l'Angkar/PCK tente de faire passer la société cambodgienne directement au stade du communisme intégral, sans la phase de transition par le socialisme préconisée par l'orthodoxie marxiste-léniniste. Sous le gouvernement du PCK, un effort extrême est fait pour remodeler l'esprit des Cambodgiens et aboutir à la création d'un « homme nouveau communiste », via la destruction de la « propriété privée matérielle et spirituelle ». Un document d'étude du pouvoir khmer rouge proclame : « La seule liberté véritable, c'est uniquement ce que l'Angkar dit, écrit et organise ». La nature de l'Angkar demeure longtemps énigmatique ; ce n'est que le 27 septembre 1977 que Pol Pot, dans une allocution retransmise par la radio La Voix du Kampuchéa démocratique, déclare publiquement que l'Angkar est le Parti communiste du Kampuchéa. À cette occasion, la direction du parti réécrit l'histoire du mouvement, en datant sa création non pas du 5 août 1951, mais du 30 avril 1960, date à laquelle le futur Pol Pot est entré au comité central du Parti ouvrier du Kampuchéa. Cette négation des neuf années précédentes a été analysée, notamment par l'historien David Chandler, comme une tentative de faire oublier la période durant laquelle la contribution de Saloth Sâr et de ses alliés au mouvement communiste cambodgien avait été secondaire, voire inexistante.
Le fonctionnement interne du parti, marqué par une paranoïa aigüe, est rythmé par les purges ; arrestations et exécutions se succèdent, sans le moindre procès. Après l'élimination des provietnamiens et des diplomates sihanoukistes, c'est Keo Meas, no 6 dans la hiérarchie du parti, qui est arrêté en septembre 1976. Le mensuel de l'Angkar, Tung Padevat (Drapeaux révolutionnaires), proclame en juillet 1978 : « Il y a des ennemis partout dans nos rangs, au centre, à l'état-major, dans les zones, dans les villages de base ». En avril-mai 1978, une purge est lancée dans la zone Est : les troupes de Ke Pauk et de Son Sen attaquent la zone. So Phim se suicide et les forces de Heng Samrin sont dispersées ; de violents combats ont encore lieu en juin et en juillet, et la population de la zone est évacuée. Une politique de persécutions raciales est également mise en place par le Centre, avec une chasse aux Vietnamiens de souche et aux Khmers Krom, des massacres de l'ethnie musulmane des Chams et des assassinats de familles de souche chinoise.
Le gouvernement des Khmers rouges se solde, au Cambodge, par un nombre de morts particulièrement élevé, objet d'estimations très variables, allant jusqu'à deux millions.

### Chute du régime khmer rouge et dissolution du parti
En engageant les hostilités contre le Viêt Nam, le Kampuchéa démocratique entraîne sa propre chute. Le 2 décembre 1978, soixante-dix cadres et officiers khmers rouges dissidents fondent le Front uni national pour le salut du Kampuchéa, dont Heng Samrin prend la direction. Le 25 décembre, l'Armée populaire vietnamienne lance une invasion massive du Cambodge. Le 7 janvier 1979, le gouvernement khmer rouge fuit la capitale.
Le nouveau régime de la République populaire du Kampuchéa, dont de nombreux cadres sont d'anciens khmers rouges ralliés aux Vietnamiens, est immédiatement proclamé. Ce n'est qu'en 1981 qu'est réellement fondé le nouveau parti unique du Cambodge, le Parti révolutionnaire du peuple du Kampuchéa, qui se proclame l'unique héritier du Parti révolutionnaire du peuple khmer fondé en 1951.
Les Khmers rouges continuent la guérilla contre le nouveau régime provietnamien. En décembre 1981, Pol Pot et Nuon Chea décident de dissoudre le Parti communiste du Kampuchéa, afin selon eux de pouvoir « s'unir avec d'autres forces nationales ». Le PCK est officiellement dissous le 6 décembre. À l'époque, la plupart des cadres Khmers rouges sont décontenancés par la décision de Pol Pot et Nuon Chea. Par ailleurs, en matière de relations publiques, les gains politiques pour les Khmers rouges sont minimes, leur évolution ne convainquant personne ; le mouvement perd en outre son ciment politique, en devenant pour l'essentiel une organisation purement militaire. Un nouveau parti, le Parti du Kampuchéa démocratique, est créé pour être la vitrine politique des Khmers rouges ; il se présente comme un parti non plus communiste, mais « socialiste démocratique ».